# History for Sale
History For Sale — третий студийный альбом Blue October. В США выпущен компанией Brando Records 8 апреля 2003 года. Своё название диск получил благодаря строчке из песни Amazing.

## Об альбоме
History For Sale записан на студиях «Sound Arts Studios» в Хьюстоне и «Stomp Box Studios» в Арлингтоне (штат Техас). «History for Sale» — единственный альбом Blue October, записанный при участии бас-гитариста Дуэйна Кейси и первый альбом группы, для работы над которым к коллективу присоединился Си Би Хадсон. Женский вокал в песне Come in Closer принадлежит Сайре Альварес. В 2003 году на церемонии награждений «Houston Press Music Awards» «History for Sale» был признан лучшим альбомом года.
History For Sale был переиздан Universal Records 5 августа 2003 года. Он является ответом на контроль, который лейбл установил над группой в процессе записи предыдущего альбома — Consent to Treatment. Переиздание включает в себя акустическую версию песни Calling You в сольном исполнении Джастина Фёрстенфелда в качестве скрытого трека. Оригинальная же версия включала видео о процессе записи альбома.

## Список композиций

### Оригинальное издание
Все песни написаны Джастином Фёрстенфелдом, песня Ugly Side написана при участии Блю Миллера, Razorblade — при участии Райана Делахуси, Блю Миллера, Мэтта Новески и Уильяма, Somebody — при участии Си Би Хадсона и Блю Миллера.
| №   | Название                                 | Длительность |
| --- | ---------------------------------------- | ------------ |
| 1.  | «Ugly Side»                              | 4:21         |
| 2.  | «Clumsy Card House»                      | 3:21         |
| 3.  | «Razorblade»                             | 3:18         |
| 4.  | «Calling You»                            | 3:59         |
| 5.  | «Chameleon Boy»                          | 5:48         |
| 6.  | «Sexual Powertrip (One Big Lie) Bla Bla» | 3:04         |
| 7.  | «A Quiet Mind»                           | 4:09         |
| 8.  | «3 Weeks, She Sleeps»                    | 1:48         |
| 9.  | «Inner Glow»                             | 4:25         |
| 10. | «Somebody»                               | 3:26         |
| 11. | «Come in Closer»                         | 5:25         |
| 12. | «Amazing»                                | 5:05         |

- Содержит видео «In Studio With Blue October», показывающее процесс работы над альбомом.

### Переиздание
| №   | Название                                 | Длительность |
| --- | ---------------------------------------- | ------------ |
| 1.  | «Ugly Side»                              | 4:21         |
| 2.  | «Clumsy Card House»                      | 3:21         |
| 3.  | «Razorblade»                             | 3:18         |
| 4.  | «Calling You»                            | 3:59         |
| 5.  | «Chameleon Boy»                          | 5:48         |
| 6.  | «Sexual Powertrip (One Big Lie) Bla Bla» | 3:04         |
| 7.  | «A Quiet Mind»                           | 4:09         |
| 8.  | «3 Weeks, She Sleeps»                    | 1:48         |
| 9.  | «Inner Glow»                             | 4:25         |
| 10. | «Somebody»                               | 3:26         |
| 11. | «Come in Closer»                         | 5:25         |
| 12. | «Amazing»                                | 14:23        |

| №   | Название                 | Длительность |
| --- | ------------------------ | ------------ |
| 13. | «Calling You (Acoustic)» | 4:18         |

## Участники записи
Blue October:
- Джастин Фёрстенфелд — стихи, вокал, гитара
- Райан Делахуси — скрипка, мандолина
- Джереми Фёрстенфелд  — барабаны
- Си Би Хадсон — гитара
- Мэтт Новески — бас-гитара на песнях 1, 3, 8, 9
- Дуэйн Кэйси — бас-гитара на песнях 2, 4, 5, 6, 7

Сессионные музыканты:
- Сайра Альварес — бэк-вокал в песне Come in Closer
- Дэвид Кастелл — флейта в Come in Closer and 3 Weeks She Sleeps, синтезатор
- Блю Миллер — гитара, клавишные

Продакшн:
- Дэвид Кастелл — продюсер, программист, монтаж
- Блю Миллер — продюсер, редактор, сведение
- Брайан Бэйкер — инженер, редактор
- Сэм Паулос — исполнительный продюсер
- Роберт Грисон — арт-директор
- Марк Одонаг — инженер
- Боб Лудвинг — мастеринг
- Тим Палмер[англ.] — сведение
- Дерек Тэйлор — оцифровка